# Tafuna
Tafuna' é uma aldeia na costa oriental da ilha Tutuila, na Samoa Americana. Localiza-se numa península uma milha a norte do Aeroporto Internacional de Pago Pago e uma milha a a sul de Nu'uuli. Tafuna é a segunda maior aldeia da Samoa Americana, com uma população de 8 209 de acordo com os Census de 2000, e constitui-se como o centro de vida noturna da ilha.